# Live is a miracle in Buenos Aires
Live is a miracle in Buenos Aires je prvi live album beogradskog No Smoking Orchestra iz 2005. Objavljen na CD-u i na DVD-u.

## Popis pjesama
1. Intro
2. Fatal Wounds
3. Drag nach Osten
4. The Judge Plays Boccherini Minuet
5. Upside Down
6. Ja volim te još
7. Meine Stadt
8. Vasja
9. Wanted Man
10. Introduction For Romeo
11. Was Romeo Really a Jerk
12. Pittbull Terrier
13. Devill In The Business Class
14. Bubamara
15. When Life Was A Miracle
16. Introduction Of The Orchestra